# Cảng Cam Ranh

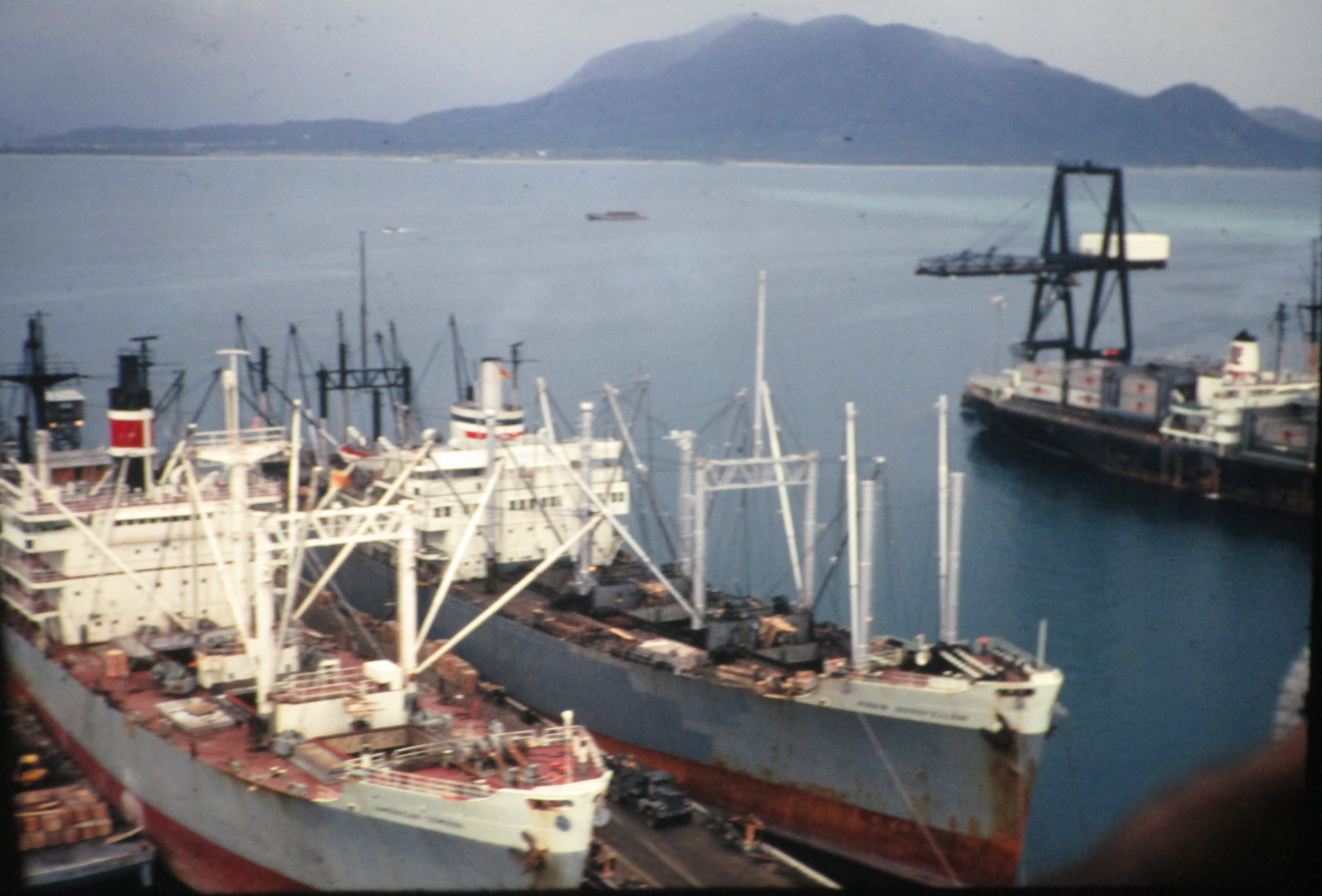
Cảng Cam Ranh (Cảng Ba Ngòi) vào tháng 9 năm 1969

Cảng Cam Ranh (tên cũ Cảng Ba Ngòi) là cảng thương mại quốc tế nằm trong vịnh Cam Ranh thuộc tỉnh Khánh Hòa, nơi hội tụ những điều kiện tự nhiên thuận lợi cho phát triển dịch vụ cảng biển như mực nước sâu, kín gió, diện tích lớn, nằm gần đường hàng hải quốc tế và sân bay Cam Ranh, cách Quốc lộ 1 1,5 km và tuyến đường sắt Bắc – Nam 3 km nên từ lâu cảng đã là đầu mối giao thông đường biển quan trọng cho khu vực Nam Khánh Hòa và các tỉnh lân cận.
Ngày 14 tháng 5 năm 2009, cảng Ba Ngòi đã chính thức hoạt động theo mô hình mới với tên gọi Công ty TNHH một thành viên Cảng Cam Ranh, sau hơn một năm được ủy ban nhân dân tỉnh Khánh Hòa bàn giao cho Tổng công ty Hàng hải Việt Nam (Vinalines).
Từ những lợi thế vốn có, cảng không ngừng được đầu tư nâng cấp cả về nhân lực và cơ sở hạ tầng để thúc đẩy phát triển và hội nhập quốc tế. Từ một Phân cảng của Cảng Nha Trang – Ba Ngòi trực thuộc Cục Hàng Hải, năm 1991 Cảng được tách thành một đơn vị kinh doanh cảng biển độc lập. Qua 15 năm hoạt động, Cảng Ba Ngòi không ngừng lớn mạnh về mọi mặt, lượng hàng thông qua Cảng tăng hơn 10 lần đến nay đã vượt trên 01 triệu tấn, các dịch vụ hậu cần cảng biển ngày càng phát triển.
Với tổng chiều dài khai thác cầu cảng là 308 mét, độ sâu trước bến –11,6 mét, độ sâu luồng -10,2 mét, Cảng đã tiếp nhận được các loại tàu có trọng tải đến 30.000 DWT. Cơ sở hạ tầng trong cảng không ngừng được hoàn thiện, trang thiết bị phục vụ xếp dỡ tiếp tục được đầu tư, quy trình công nghệ liên tục được cải tiến đã đưa năng suất xếp dỡ hàng rời đạt từ 4.000 - 5.000 tấn/ngày, hàng bao từ 2.000 - 2.500 tấn/ngày, đảm bảo giải phóng tàu nhanh. Mọi công đoạn bốc dỡ từ tàu lên xe, hoặc nhập kho, lưu bãi và ngược lại được thực hiện theo quy trình khép kín.